# هربرت كارتر
هربرت كارتر (بالإنجليزية: Herbert Carter)‏ هو طيار أمريكي، ولد في 27 سبتمبر 1919، وتوفي في 8 نوفمبر 2012.